# Indusspurv
Indusspurv (latin: Passer pyrrhonotus) er en fugleart, der lever i Pakistan og nabolande.